# Granskogsmalmätare
Granskogsmalmätare, Eupithecia groenblomi, är en fjärilsart som beskrevs av Ernst Urbahn 1969. Granskogsmalmätare ingår i släktet Eupithecia och familjen mätare, Geometridae.  Arten är ännu inte påträffad i Sverige. Inga underarter finns listade i Catalogue of Life.